# 劉翼平

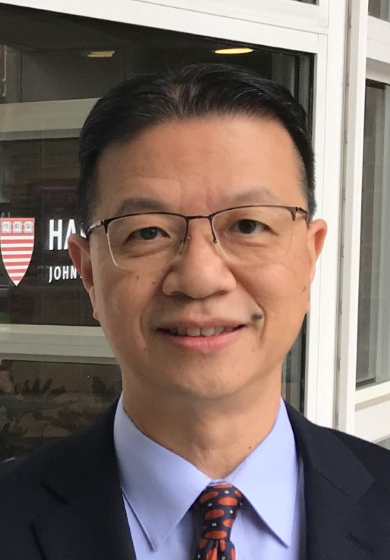
駐奈及利亞代表處刊登肖像照

劉翼平，中華民國臺中市人，已婚，職業外交官。

## 學歷
- 東吳大學經濟學系學士（1984年）
- 國立政治大學外交研究所碩士（1989年）
- 利兹大学英語文暨歐盟研修外交專班（1991年）
- 國立南洋理工大學「淡馬錫基金會（英语：Temasek Foundation）貿易與談判中心」經貿整合與談判實務資深主管專班（2010年）
- 哈佛大學甘迺迪學院全球治理高階主管專班（2019年）

## 經歷
- 外交部北美司一科薦任科員
- 駐英國台北代表處薦任主事（里茲大學進修期間）
- 外交部亞西司一科薦任科員
- 駐奈及利亞卡拉巴尔總領事館副领事（1993年－1996年）兼代理館務（1997年）[註 1]
- 駐檀香山臺北經濟文化辦事處二等秘書
- 外交部北美司四科秘書
- 外交部非洲司綜合組組長
- 外交部非政府組織國際事務會一組組長
- 駐芬蘭臺北代表處組長
- 外交部外交及國際事務學院專案組組長
- 駐澳大利亞臺北經濟文化辦事處副參事、參事
- 外交部亞東太平洋司參事回部辦事
- 外交部中部辦事處副處長（外交部領事事務局中部辦公室主任）
- 駐奈及利亞聯邦共和國臺北貿易辦事處公使銜代表[註 2]

| 外交職務      | 外交職務                            | 外交職務 |
| ------------- | ----------------------------------- | -------- |
| 前任： 楊文昇 | 中華民國駐奈及利亞代表 2020年10月－ | 繼任： ' |